# Parque nacional (Estados Unidos)

Logo del Servicio Nacional de Parques.

Un parque nacional, en los Estados Unidos, es un área protegida mediante una ley del Congreso de los Estados Unidos. En enero de 2021, en los Estados Unidos había 63 parques nacionales, todos ellos gestionados por el Servicio de Parques Nacionales. Todos los parques nacionales forman parte del Sistema de Parques Nacionales de los Estados Unidos, aunque solamente esos 63 elementos de las 423 unidades del Sistema (enero de 2021) son propiamente parques nacionales, siendo el resto monumentos nacionales, reservas, campos de batalla, memoriales o alguna otras designaciones.

## Historia
El parque nacional de Yellowstone, establecido en 1872, es el primer parque nacional del mundo. Al no haber organismo de gestión para su gobierno, el gobierno federal asumió el control directo. El parque nacional Yosemite comenzó como un parque estatal. Los terrenos para el parque fueron donados por el gobierno federal al Estado de California en 1864, para su perpetua conservación. Yosemite más tarde volvió a ser una propiedad federal.
Al principio, cada parque nacional tenía una gestión independiente, con diversos grados de éxito. En Yellowstone, el personal civil fue sustituido por el Ejército de los EE. UU. en 1886. Debido a las irregularidades en la gestión de estos tesoros nacionales, Stephen Tyng Mather presentó una petición ante el gobierno federal para mejorar la situación. En respuesta, el Secretario del Interior Franklin K. Lane le encomendó la creación de un nuevo organismo, el Servicio de Parques Nacionales, para la gestión de todos los parques nacionales y algunos monumentos nacionales. Mather tuvo éxito con la ratificación del Servicio de Parques Nacionales mediante una ley orgánica el 25 de agosto de 1916 («National Park Service Organic Act»). 
Desde su creación en 1916, el Servicio de Parques Nacionales administra cada uno de los Parques nacionales oficialmente designados en los Estados Unidos y sus áreas dependientes. Después, a la agencia se le dio autoridad sobre otras áreas protegidas, muchas de ellas con distintas denominaciones con las que el Congreso las creó. Su número ha ido aumentado progresivamente hasta ser 58 en marzo del año 2009.

## Sistema de Parques Nacionales
El Sistema de Parques Nacionales de los Estados Unidos («National Park System», NPS) es un término que describe la colección de todas las unidades gestionadas por el Servicio de Parques Nacionales («National Park Service», también, confusamente, NPS), no siendo necesario que el título o denominación de la unidad incluya el término «parque» —de hecho, muchos no lo hacen. El sistema incluye todas las áreas designadas parques nacionales («National Parks») y la mayoría de los monumentos nacionales («National Monuments»), así como otros tipos de áreas protegidas de los Estados Unidos.

## Parques nacionales en 2021
| º      |       |                                                          |                                                        |                                      |                   |                   | |
| ------ | ----- | -------------------------------------------------------- | ------------------------------------------------------ | ------------------------------------ | ----------------- | ----------------- | --- |
| Imagen | #     | Fecha                                                    | Denominación                                           | Estado (s)                           | Área (km²)        | Visitantes (2019) | Notas |
|        | NP 01 | 1 de marzo de 1872                                       | Parque nacional de Yellowstone                         | Idaho Montana Wyoming                | 8980              | 4 020 288         | Situado en la caldera de Yellowstone, el parque tiene una extensa red de áreas geotérmicas que incluyen ollas de barro hirviendo, fuentes termales de colores vivos como Grand Prismatic Spring y géiseres que entran en erupción regularmente, como Old Faithful. Cuatro cadenas montañosas atraviesan el parque y el Gran Cañón de color amarillo del río Yellowstone tiene altas cascadas. Más de 60 especies de mamíferos, incluidos lobos del Mackenzie, osos grizzly, osos negros, linces, bisontes y ciervos canadienses, hacen del parque uno de los mejores lugares para observar la vida silvestre del país. · • Patrimonio de la Humanidad (con el nombre de «Parque nacional de Yellowstone») (1978) (BR)            |
|        | NP 02 | 1 de octubre de 1890                                     | Parque nacional de las Secuoyas                        | California                           | 1635              | 1 246 053         | Este parque protege el Bosque Gigante, que cuenta con algunos de los árboles más grandes del mundo, siendo el General Sherman el árbol medido más grande del parque. Otras accidentes notables son las más de 240 cuevas, un segmento largo de Sierra Nevada (California) que incluye el monte Whitney, la montaña más alta de los Estados Unidos contiguos y Moro Rock, un gran domo de granito. (BR) |
|        | NP 03 | 1 de octubre de 1890                                     | Parque nacional de Yosemite                            | California                           | 3081              | 4 422 861         | Yosemite cuenta con escarpados acantilados de granito, cascadas excepcionalmente altas y bosques antiguos en una intersección única de geología e hidrología. Half Dome y El Capitán se elevan desde la pieza central del parque, el valle de Yosemite tallado por glaciares, y desde sus paredes verticales caen las Yosemite Falls, una de las cascadas más altas de América del Norte, con 739 m de altura. Tres bosques de secuoyas gigantes, junto con una prístina naturaleza virgen en el corazón de Sierra Nevada, albergan una amplia variedad de especies raras de plantas y animales. · • Patrimonio de la Humanidad (con el nombre de «Parque nacional de Yosemite») (1984)                                          |
|        | NP 04 | 2 de marzo de 1899                                       | Parque nacional del Monte Rainier                      | Washington                           | 953,5             | 1 501 621         | Monte Rainier, un estratovolcán activo, es el pico más prominente de las Cascadas y está cubierto por 26 glaciares con nombre, como Carbon Glacier y Emmons Glacier, el mayor de los Estados Unidos contiguos. La montaña es popular para escalar, y más de la mitad del parque está cubierto por bosques subalpinos y alpinos y prados en flor estacionalmente con flores silvestres. Paradise, en la ladera sur es el lugar más nevado de la Tierra donde se miden las nevadas con regularidad. El centro de visitantes de Longmire es el comienzo de Wonderland Trail, que rodea la montaña. |
|        | NP 05 | 22 de mayo de 1902                                       | Parque nacional del Lago del Cráter                    | Oregón                               | 741               | 704 512           | Crater Lake se encuentra en la caldera de un antiguo volcán, monte Mazama, que colapsó hace 7700 años. El lago es el más profundo de Estados Unidos y se caracteriza por su vívido color azul y la claridad del agua. Wizard Island y Phantom Ship son formaciones volcánicas más recientes dentro de la caldera. Como el lago no tiene efluentes ni afluentes, sus aguas se reponen solo con la precipitación.. |
|        | NP 06 | 9 de enero de 1903                                       | Parque nacional Wind Cave                              | Dakota del Sur                       | 114               | 615 350           | Wind Cave se distingue por sus formaciones de aletas de calcita llamadas boxwork, una formación única que rara vez se encuentra en otros lugares, y crecimientos en forma de aguja llamados flor de hielo. La cueva es una de las cuevas más largas y complejas del mundo. Sobre ella, hay una pradera de pasto mixto con animales como bisontes, hurones patinegros y perritos de las praderas, y bosques de pinos ponderosa que son el hogar de pumas y ciervos canadienses. La cueva es culturalmente significativa para el pueblo Lakota como el sitio «desde el cual Wakan Tanka, el Gran Misterio, envió al búfalo a sus terrenos de caza».                                                                                |
|        | NP 07 | 29 de junio de 1906                                      | Parque nacional Mesa Verde                             | Colorado                             | 211               | 556 203           | Esta área constituye más de 4.000 sitios arqueológicos del pueblo Anasazi, que vivió aquí y en otras partes de la región de Four Corners durante al menos 700 años. Las viviendas en acantilado construidas en los siglos XII y XIII incluyen Cliff Palace, que tiene 150 habitaciones y 23 kivas, y la Balcony House, con sus numerosos pasajes y túneles. · • Patrimonio de la Humanidad (con el nombre de «Parque nacional de Mesa Verde») (1978) |
|        | NP 08 | 11 de mayo de 1910                                       | Parque nacional de los Glaciares                       | Montana                              | 4102              | 3 049 839         | La mitad estadounidense del Parque Internacional de la Paz Waterton-Glacier, este parque incluye 26 glaciares y 130 lagos con nombre rodeados por picos de las Montañas Rocosas. Hay hoteles históricos y un camino emblemático llamado Going-to-the-Sun Road en esta región de glaciares en rápido retroceso. Las montañas locales, formadas por un Cabalgamiento, exponen fósiles del Paleozoicos que incluyen trilobites, moluscos, helechos gigantes y dinosaurios. El parque también alberga el pico Triple Divide, que forma el límite entre las cuencas hidrográficas de los océanos Atlántico, Ártico y Pacífico · • Patrimonio de la Humanidad (parte de «Parque Internacional de la Paz Waterton-Glacier») (1995) (BR) |
|        | NP 09 | 26 de enero de 1915                                      | Parque nacional de las Montañas Rocosas                | Colorado                             | 1078              | 4 670 053         | Biseccionada de norte a sur por la divisoria continental, esta porción de las Montañas Rocosas tiene ecosistemas que varían desde más de 150 lagos ribereños hasta bosques montanos y subalpinos y tundra alpina sin árboles. La vida silvestre, como el venado bura, el borrego cimarrón, los osos negros y los pumas, habita en sus montañas ígneas y valles glaciares. Pico Longs, un clásico fourteener de Colorado, y el pintoresco lago Bear son destinos populares, así como la histórica Trail Ridge Road, que alcanza una altura de más de 3700 m. (BR) |
|        | NP 10 | 8 de julio de 1916                                       | Parque nacional Acadia                                 | Maine                                | 191,8             | 3 437 286         | Acadia, que cubre la mayor parte de la isla Mount Desert y otras islas costeras, presenta la montaña más alta de la costa atlántica de los Estados Unidos, picos de granito, litoral oceánico, bosques y lagos. Hay hábitats de agua dulce, estuario, bosque e intermareal. |
|        | NP 11 | 1 de agosto de 1916                                      | Parque nacional de los Volcanes Hawaianos              | Hawái                                | 1309              | 1 368 376         | Este parque en la isla Grande protege los volcanes Kilauea y Mauna Loa, dos de las accidentes geológicos más activos del mundo. Diversos ecosistemas van desde bosques tropicales al nivel del mar hasta lechos de lava estériles a más de 4000 m. · • Patrimonio de la Humanidad (con el nombre de «Parque nacional de los Volcanes de Hawái») (1987) (BR) |
|        | NP 12 | 9 de agosto de 1916                                      | Parque nacional Volcánico Lassen                       | California                           | 429               | 517 039           | El pico Lassen, el domo de lava mayor del mundo, se une a los otros tipos de volcanes del parque: escudo, cono de ceniza y compuesto. Aunque Lassen entró en erupción por última vez en 1915, la mayor parte del resto del parque está continuamente activo. Numerosas características hidrotermales, incluidas fumarolas, estanques hirviendo y ollas de barro burbujeante, se calientan con la roca fundida debajo del pico. |
|        | NP 13 | 26 de febrero de 1917                                    | Parque nacional Denali                                 | Alaska                               | 19 185,8 (24 585) | 601 152           | Centrado en el Denali, la montaña más alta y prominente de Norteamérica, el parque cuenta con una única carretera que conduce a Wonder Lake. Denali y otros picos de la cordillera de Alaska están cubiertos de largos glaciares y bosques boreales. La vida silvestre incluye osos grizzly, muflón de Dall, caribú de Grant y lobos del Yukón. (BR) |
|        | NP 14 | 26 de febrero de 1919                                    | Parque nacional del Gran Cañón                         | Arizona                              | 4927              | 5 974 411         | El Gran Cañón, tallado por el poderoso río Colorado, tiene 446 km de largo, hasta 1,6 km de profundidad y hasta 24 km de ancho. Millones de años de erosión han expuesto las capas multicolores de la meseta de Colorado en mesas y paredes del cañón, visibles tanto desde los bordes norte como sur, o desde una serie de senderos que descienden hacia el cañón mismo. · • Patrimonio de la Humanidad (con el nombre de «Parque nacional del Gran Cañón») (1979) |
|        | NP 15 | 19 de noviembre de 1919 (31 de julio de 1909, como NMon) | Parque nacional Zion                                   | Utah                                 | 593               | 4 488 268         | Ubicado en el cruce de la meseta de Colorado, la Gran Cuenca y el desierto de Mojave, este parque contiene accidentes de arenisca como mesetas, torres de roca y cañones, incluidos los estrechos del Río Virgen. Las diversas formaciones de arenisca y las bifurcaciones del río Virgin crean un desierto dividido en cuatro ecosistemas: desierto, ribereño, arbolado y bosque de coníferas. |
|        | NP 16 | 4 de marzo de 1921                                       | Parque nacional Hot Springs                            | Arkansas                             | 22,46             | 1 467 153         | Hot Springs fue establecida como reserva federal por el Congreso el 20 de abril de 1832, el área más antigua administrada por el Servicio de Parques Nacionales. El Congreso volvió a designar Hot Springs como parque nacional el 4 de marzo de 1921. Las aguas termales naturales fluyen de las montañas Ouachita, brindando oportunidades para relajarse en un entorno histórico. Bathhouse Row conserva numerosos ejemplos de arquitectura del siglo XIX. Hot Springs fue el primer parque nacional en una ciudad y fue el parque nacional más pequeño hasta el 22 de febrero de 2018, cuando el Jefferson National Expansion Memorial fue redesignado como parque nacional Gateway Arch.                                    |
|        | NP 17 | 15 de septiembre de 1928                                 | Parque nacional del Cañón Bryce                        | Utah                                 | 145               | 2 594 904         | Bryce Canyon es un anfiteatro geológico en la meseta de Paunsaugunt con cientos de altos hoodoos de arenisca multicolor formados por la erosión. La región fue poblada originalmente por nativos americanos y más tarde por pioneros mormones. |
|        | NP 18 | 26 de febrero de 1929                                    | Parque nacional de Grand Teton                         | Wyoming                              | 1255              | 3 405 614         | Grand Teton es la montaña más alta de la cordillera Teton. El histórico Jackson Hole del parque y los lagos reflectantes del piedemonte están repletos de vida silvestre endémica, con un telón de fondo de montañas escarpadas que se elevan abruptamente desde el valle cubierto de salvia. (BR) |
|        | NP 19 | 14 de marzo de 1930                                      | Parque nacional de las Cavernas de Carlsbad            | Nuevo México                         | 189               | 440 691           | El complejo de las cavernas de Carlsbad tiene 117 cuevas, la más larga de más de 190 km de largo. The Big Room tiene casi 1200 m de largo, y las cuevas albergan a más de 400 000 murciélago de cola libre y otras dieciséis especies. En la superficie se encuentran el desierto de Chihuahua y los Rattlesnake Springs. · • Patrimonio de la Humanidad (con el nombre de «Parque nacional de las Cavernas de Carlsbad») (1995) |
|        | NP 20 | 15 de julio de 1934                                      | Parque nacional de las Grandes Montañas Humeantes      | Carolina del Norte Tennessee         | 2108              | 12 547 743        | Las Grandes Montañas Humeantes, parte de los Apalaches, abarcan un amplio rango de elevaciones, lo que las convierte en el hogar de más de 400 especies de vertebrados, 100 especies de árboles y 5000 especies de plantas. El senderismo es la principal atracción del parque, con más de 1300 km de senderos, incluidos 110 km del sendero de los Apalaches. Otras actividades incluyen pesca, paseos a caballo y recorridos por casi 80 edificaciones históricas. · • Patrimonio de la Humanidad (con el nombre de «Parque nacional de las Grandes Montañas Humeantes») (1983) (BR) |
|        | NP 21 | 26 de diciembre de 1935                                  | Parque nacional Shenandoah                             | Virginia                             | 805,39            | 1 425 507         | Las montañas Blue Ridge de Shenandoah están cubiertas por bosques de frondosas que están repletos de una amplia variedad de vida silvestre. El Skyline Drive y el sendero de los Apalaches corren a todo lo largo de este estrecho parque, junto a más de 800 km de rutas de senderismo que pasan por miradores y las cataratas del río Shenandoah. |
|        | NP 22 | 29 de junio de 1938                                      | Parque nacional Olympic                                | Washington                           | 3734              | 3 245 806         | Situado en la península Olímpica, este parque incluye una amplia gama de ecosistemas, desde la costa del Pacífico hasta las selvas tropicales templadas y las laderas alpinas de las Montañas Olímpicas, la más alta de las cuales es el monte Olympus. La selva tropical de Hoh y la selva tropical de Quinault son el área más húmeda en los Estados Unidos contiguos, y los Hoh reciben una media de casi 3.7 m de lluvia cada año. · • Patrimonio de la Humanidad (con el nombre de «Parque nacional Olympic») (1981) (BR) |
|        | NP 23 | 4 de marzo de 1940                                       | Parque nacional Cañón de los Reyes                     | California                           | 1869              | 632 110           | Hogar de varias arboledas de secuoyas gigantes y del General Grant, el segundo árbol medido más grande del mundo, este parque también cuenta con parte del río Kings, escultor del espectacular cañón de granito que le da nombre, y el río San Joaquín, así como la cueva Boyden. Aunque el parque de Kings Canyon fue designado como tal en 1940, incluía al parque nacional General Grant, que se había establecido el 1 de octubre de 1890 como el cuarto parque nacional de los Estados Unidos. (BR) |
|        | NP 24 | 3 de abril de 1940                                       | Parque nacional Isle Royale                            | Míchigan                             | 2314              | 26 410            | La isla más grande del lago Superior es un lugar aislado y salvaje. Junto con sus numerosos naufragios, vías fluviales y senderos para caminatas, el parque también incluye más de 400 islas más pequeñas dentro de 7.2 km de sus costas. Solo hay 20 especies de mamíferos en toda la isla, aunque la relación entre sus poblaciones de lobos y alces es especialmente única. (BR) |
|        | NP 25 | 1 de julio de 1941                                       | Parque nacional de Mammoth Cave                        | Kentucky                             | 214               | 551 590           | Con más de 640 km de pasadizos explorados, Mammoth Cave es el sistema de cuevas conocido más largo del mundo. La vida silvestre subterránea incluye ocho especies de murciélagos, camarón de cueva de Kentucky, pez de cueva del norte y salamandras de cueva. En la superficie, el parque ofrece recreación en el río Green, 70 millas de senderos para caminatas y muchos sumideros y manantiales. · • Patrimonio de la Humanidad (con el nombre de «Parque nacional de Mammoth Cave») (1981) (BR) |
|        | NP 26 | 12 de junio de 1944                                      | Parque nacional Big Bend                               | Texas                                | 3242              | 463 832           | Este parque, llamado así por la prominente curva del río Grande a lo largo de la frontera entre Estados Unidos y México, abarca una parte grande y remota del desierto de Chihuahua. Su principal atractivo es la recreación en el campo en las áridas montañas Chisos y en los cañones a lo largo del río. Dentro de sus fronteras también existe una amplia variedad de fósiles del Cretácico y Terciario, así como artefactos culturales de los nativos americanos. (BR) |
|        | NP 27 | 6 de diciembre de 1947                                   | Parque nacional de los Everglades                      | Florida                              | 6105              | 1 118 300         | Los Everglades son el desierto tropical más grande de los Estados Unidos. Este ecosistema de manglar y selva tropical y este estuario marino es el hogar de 36 especies protegidas, incluida la pantera de Florida, el cocodrilo americano y el manatí antillano. Algunas áreas se han drenado y desarrollado; los proyectos de restauración tienen como objetivo restaurar la ecología. · • Patrimonio de la Humanidad (con el nombre de «Parque nacional de los Everglades») (1979) (BR) |
|        | NP 28 | 2 de agosto de 1956                                      | Parque nacional Islas Vírgenes                         | Islas Vírgenes de los Estados Unidos | 59                | 133 398           | Este parque isleño en Saint John conserva los sitios arqueológicos taínos y las ruinas de las plantaciones de azúcar de la época de Cristóbal Colón, así como todos los entornos naturales. Rodeando las playas prístinas hay bosques de manglares, praderas de pastos marinos y arrecifes de coral.. |
|        | NP 29 | 1 de julio de 1961                                       | Parque nacional Haleakalā                              | Hawái                                | 122,15            | 994 394           | El volcán Haleakala en Maui presenta un cráter muy grande con numerosos conos de ceniza, la arboleda de Hosmer's Grove, los estanques escénicos de peces de agua dulce de la sección Kipahulu y el ganso hawaaino. El parque protege la mayor cantidad de especies en peligro de extinción dentro de un parque nacional de EE. UU. (BR) |
|        | NP 30 | 1 de enero de 1962                                       | Parque nacional del Bosque Petrificado                 | Arizona                              | 885               | 643 588           | Esta porción de la formación Chinle tiene una gran concentración de madera petrificada de 225 millones de años. El ) circundante presenta acantilados erosionados de roca volcánica de tonos rojos llamada bentonita. Los fósiles de dinosaurios y más de 350 sitios de nativos americanos también están protegidos en este parque. |
|        | NP 31 | 12 de septiembre de 1964                                 | Parque nacional Tierra de Cañones                      | Utah                                 | 1366              | 733 996           | Este paisaje fue erosionado en un laberinto de cañones, colinas y mesetas por los esfuerzos combinados del río Colorado, el río Green y sus afluentes, que dividen el parque en tres distritos. El parque también contiene pináculos y arcos de roca, así como artefactos de los antiguos pueblo. |
|        | NP 32 | 1 de enero de 1968                                       | Parque nacional Redwood                                | California                           | 534,12            | 504 722           | Este parque y los parques estatales co-administrados protegen casi la mitad de todas las secuoyas costeras conservadas, los árboles más altos del mundo. Hay tres grandes sistemas fluviales en esta área sísmicamente muy activa, y 60 km de costa protegida revelan charcos de marea y seastack. Los ecosistemas de praderas, estuarios, costas, ríos y bosques contienen una amplia variedad de especies animales y vegetales. · • Patrimonio de la Humanidad (con el nombre de «Parque nacional y parques estatales de Redwood») (1980) |
|        | NP 33 | 2 de octubre de 1968                                     | Parque nacional de las Cascadas del Norte              | Washington                           | 2045              | 38 208            | Este complejo incluye dos unidades geográficamente distintas del parque, así como las áreas recreativas Lago Ross y Lago Chelan. Las montañas altamente glaciarizadas son ejemplos espectaculares de la geología de las Cascadas. Las áreas más populares para practicar senderismo y escalada son Cascade Pass, monte Shuksan, monte Triumph y pico Eldorado. |
|        | NP 34 | 12 de noviembre de 1971                                  | Parque nacional de los Arcos                           | Utah                                 | 309               | 1 659 702         | Este sitio cuenta con más de 2000 arcos naturales de piedra arenisca, y algunos de los arcos más populares del parque son Delicate Arch, Landscape Arch y Double Arch. Millones de años de erosión han creado estas estructuras ubicadas en un clima desértico donde el suelo árido tiene costras biológicas de suelo que sustentan la vida y que sirven como cuencas de recolección de agua natural. Otras formaciones geológicas incluyen pináculos de piedra, fins y rocas en equilibrio. |
|        | NP 35 | 18 de diciembre de 1971                                  | Parque nacional Capitol Reef                           | Utah                                 | 979               | 1 226 519         | Del parque Waterpocket Fold hay un monoclinal de 160 km que muestra diversas estratos geológicos. Otros accidentes naturales incluyen monolitos, acantilados y cúpulas de arenisca con forma del Capitolio de los Estados Unidos. |
|        | NP 36 | 30 de septiembre de 1972                                 | Parque nacional de las Montañas de Guadalupe           | Texas                                | 350               | 188 833           | En este parque está el pico Guadalupe, el punto más alto de Texas, así como el pintoresco cañón McKittrick lleno de arces de dientes grandes, un rincón del árido desierto de Chihuahua y un arrecife de coral fosilizado de la era Pérmica. |
|        | NP 37 | 8 de abril de 1975                                       | Parque nacional Voyageurs                              | Minnesota                            | 882               | 232 974           | Este parque que protege cuatro lagos cerca de la frontera entre Canadá y Estados Unidos es un sitio para practicar piragüismo, kayak y pesca. El parque también conserva una historia poblada por nativos americanos Ojibwe, comerciantes de pieles franceses llamados voyageurs y mineros de oro. Formada por glaciares, la región presenta altos acantilados, jardines de rocas, islas, bahías y varios edificios históricos. |
|        | NP 38 | 10 de noviembre de 1978                                  | Parque nacional Theodore Roosevelt                     | Dakota del Norte                     | 285               | 691 658           | Esta región que atrajo e influyó al presidente Theodore Roosevelt consiste en un parque de tres unidades en las tierras baldías del norte. Además de la cabaña histórica de Roosevelt, hay numerosos recorridos panorámicos y oportunidades de senderismo por el campo. La vida silvestre incluye el bisonte americano, el berrendo, el borrego cimarrón y los caballos salvajes. |
|        | NP 39 | 10 de noviembre de 1978                                  | Parque nacional Badlands                               | Dakota del Sur                       | 982               | 970 998           | Las Badlands son una colección de buttes, pináculos, agujas y praderas de pastos mixtos. Los Badlands del White River contienen el mayor conjunto conocido de fósiles de mamíferos de finales del Eoceno y el Oligoceno. La vida silvestre incluye bisontes, borregos cimarrones, berrendos y caballos salvajes. |
|        | NP 40 | 5 de marzo de 1980                                       | Parque nacional Islas del Canal                        | California                           | 1010              | 409 630           | Cinco de las ocho islas del Canal están protegidas, con la mitad del área del parque bajo el agua. Las islas tienen un ecosistema mediterráneo único originalmente poblado por el pueblo chumash. Albergan más de 2000 especies de plantas y animales terrestres, de ellos 145 endémicas, incluido el zorro isleño. Los servicios de ferry ofrecen transporte a las islas desde el continente. (BR) |
|        | NP 41 | 28 de junio de 1980                                      | Parque nacional Biscayne                               | Florida                              | 700               | 708 522           | Ubicado en la bahía Vizcaína, este parque en el extremo norte de los cayos de Florida tiene cuatro ecosistemas marinos interrelacionados: bosque de manglares, la bahía, los cayos y los arrecifes de coral. Los animales amenazados incluyen el manatí antillano, el cocodrilo americano, varias tortugas marinas y el halcón peregrino. |
|        | NP 42 | 2 de diciembre de 1980                                   | Parque nacional y reserva Puertas del Ártico           | Alaska                               | 30 448,1 (39 460) | 10 518            | El parque más al norte del país protege una extensión de naturaleza pura en la cordillera de Brooks en Alaska y no tiene instalaciones de parque. La tierra es el hogar de los nativos de Alaska que han dependido de la tierra y el caribú de Grant durante 11000 años. |
|        | NP 43 | 2 de diciembre de 1980                                   | Parque nacional y reserva de la Bahía de los Glaciares | Alaska                               | 13 044,6 (13 287) | 672 087           | Glacier Bay contiene glaciares de marea, montañas, fiordos y un bosque lluvioso templado, y es el hogar de grandes poblaciones de osos pardos, cabras montesas, ballenas, focas y águilas. Cuando George Vancouver la descubrió en 1794, toda la bahía estaba cubierta de hielo, pero desde entonces los glaciares han retrocedido más de 105 km. · • Patrimonio de la Humanidad (parte de «Kluane / Wrangell-St. Elias / Bahía de los Glaciares / Tatshenshini-Alsek») (1979) (BR) |
|        | NP 44 | 2 de diciembre de 1980                                   | Parque nacional y Reserva Katmai                       | Alaska                               | 14 870,3 (19 122) | 84 167            | Este parque en la península de Alaska protege el Valle de los Diez Mil Humos, un flujo de cenizas formado por la erupción de Novarupta en 1912, así como el monte Katmai. Más de 2000 osos grizzly vienen aquí cada año para capturar salmones en desove. Otros animales salvajes incluyen caribúes de Grant, lobos del Mackenzie, ciervos canadienses y glotones. |
|        | NP 45 | 2 de diciembre de 1980                                   | Parque nacional de los fiordos de Kenai                | Alaska                               | 2833              | 356 601           | Cerca de Seward en la península de Kenai, este parque protege el campo de hielo Harding y al menos 38 glaciares y fiordos que se derivan de él. La única área accesible al público por carretera es el glaciar Exit que se encoge rápidamente. Los recorridos en bote y kayak ofrecen vistas de los glaciares de marea, ballenas y aves marinas. |
|        | NP 46 | 2 de diciembre de 1980                                   | Parque nacional del valle del Kobuk                    | Alaska                               | 6757              | 15 766            | El valle de Kobuk protege 98 km del río Kobuk y tres regiones de dunas de arena. Creadas por glaciares, las dunas de arena Great Kobuk, Little Kobuk y Hunt River pueden alcanzar los 30 m de altura y los 38 °C, y son las dunas más grandes del Ártico. Dos veces al año, medio millón de caribúes de Grant migran a través de las dunas y los acantilados de los ríos que exponen fósiles de la edad de hielo bien conservados. |
|        | NP 47 | 2 de diciembre de 1980                                   | Parque nacional y reserva del lago Clark               | Alaska                               | 10 602 (16 308)   | 17 157            | La región alrededor del lago Clark cuenta con cuatro volcanes activos, como el monte Redoubt, así como una gran cantidad de ríos, glaciares y cascadas. Selvas tropicales templadas, una meseta de tundra y tres cadenas montañosas completan el paisaje. |
|        | NP 48 | 2 de diciembre de 1980                                   | Parque nacional y reserva Wrangell-San Elías           | Alaska                               | 33 682,6 (53 321) | 74 518            | Un terreno montañoso de más de 32 375 km² —el parque nacional más grande del sistema—, protege la convergencia de las cordilleras de Alaska, Chugach y Wrangell-Saint Elias, que incluyen muchas de las montañas y volcanes más altos del continente, incluido el «dieciochomil» [pies] monte San Elías de 18,008 pies. Más de una cuarta parte del parque está cubierto de glaciares, incluido el glaciar Hubbard de marea, el glaciar Malaspina de piedemonte y el glaciar Nabesna del valle. · • Patrimonio de la Humanidad (parte de «Kluane / Wrangell-St. Elias / Bahía de los Glaciares / Tatshenshini-Alsek») (1979) |
|        | NP 49 | 27 de octubre de 1986                                    | Parque nacional de la Gran Cuenca                      | Nevada                               | 312               | 131 802           | Delimitado alrededor de la segunda montaña más alta de Nevada, el pico Wheeler, el parque de la Great Basin tiene pinos bristlecone de 5000 años de antigüedad, un glaciar de roca y las cuevas Lehman de piedra caliza. Debido a su remota ubicación, el parque tiene algunos de los cielos nocturnos más oscuros del país. La vida silvestre incluye el murciélago orejudo de Townsend, el berrendo y la trucha degollada de Bonneville. |
|        | NP 50 | 31 de diciembre de 1988                                  | Parque nacional Samoa Americana                        | Samoa Americana                      | 36                | 60 006            | El parque nacional más al sur se encuentra en tres islas de Samoa y protege arrecifes de coral, selvas tropicales, montañas volcánicas y playas de arena blanca. El área también alberga zorros voladores de Samoa, piqueros pardos, tortugas marinas y 900 especies de peces. |
|        | NP 51 | 26 de octubre de 1992                                    | Parque nacional Tortugas Secas                         | Florida                              | 262               | 79 200            | Las islas de Dry Tortugas, en el extremo más occidental de los Cayos de Florida, son el sitio de Fort Jefferson, un fuerte de la guerra civil estadounidense que es la edificaciónde mampostería más grande del hemisferio occidental. El parque alberga arrecifes de coral intactos y restos de naufragios, y solo se puede acceder en avión o en barco. (BR) |
|        | NP 52 | 14 de octubre de 1994                                    | Parque nacional Saguaro                                | Arizona                              | 370               | 1 020 226         | Dividido en los distritos separados de montañas Rincon y montañas Tucson, este parque es evidencia de que el seco desierto de Sonora todavía alberga una gran variedad de vida que abarca seis comunidades bióticas. Más allá de los cactus saguaro gigantes del mismo nombre, hay cactus de barril, chollas y tunas, así como murciélagos magueyeros menores, búhos manchados y pecaríes. |
|        | NP 53 | 31 de octubre de 1994                                    | Parque nacional del Valle de la Muerte                 | California Nevada                    | 13 518            | 1 740 945         | El Valle de la Muerte es el lugar más caluroso, más bajo y más seco de los Estados Unidos, con temperaturas diurnas que han superado los 54 °C. El parque protege Badwater Basin y sus vastas salinas ubicadas en la elevación más baja de América del Norte, −86 m. El parque también protege cañones, tierras baldías, dunas de arena, cadenas montañosas, minas históricas, manantiales y más de 1000 especies de plantas que crecen en este graben geológico. (BR) |
|        | NP 54 | 31 de octubre de 1994                                    | Parque nacional de Árboles de Josué                    | California                           | 3196              | 2 988 547         | Cubriendo grandes áreas de los desiertos de Colorado y Mojave y las pequeñas montañas de San Bernardino, este paisaje desértico está poblado por vastas masas de árboles de Joshua. Los grandes cambios en la elevación revelan varios entornos contrastantes que incluyen dunas de arena blanquecinas, lagos secos, montañas escarpadas y grupos laberínticos de monolitos monzogranitos.. (BR) |
|        | NP 55 | 21 de octubre de 1999                                    | Parque nacional Cañón Negro del Gunnison               | Colorado                             | 124,44            | 432 818           | El parque protege una cuarta parte del río Gunnison, que corta las paredes escarpadas del cañón de la oscura roca precámbrica. El cañón presenta algunos de los acantilados más empinados y la roca más antigua de América del Norte, y es un sitio popular para practicar balsismo y escalada en roca. El profundo y estrecho cañón está compuesto de gneis y esquisto que aparece negro cuando está en la sombra. |
|        | NP 56 | 11 de octubre de 2000                                    | Parque nacional Valle Cuyahoga                         | Ohio                                 | 134               | 2 237 997         | Este parque a lo largo del río Cuyahoga tiene cascadas, colinas, senderos y muestras sobre la vida rural temprana. El sendero Towpath sigue el canal de Ohio y Erie, donde las mulas remolcaban los barcos del canal. El parque tiene numerosas casas, puentes y construcciones históricas, y también ofrece un viaje en tren panorámico. |
|        | NP 57 | 10 de noviembre de 2003                                  | Parque nacional Congaree                               | Carolina del Sur                     | 88                | 159 445           | En el río Congaree, este parque es la porción más grande de bosque primario de llanura aluvial que queda en América del Norte. Algunos de los árboles son los más altos del este de Estados Unidos. Una pasarela elevada llamada Boardwalk Loop guía a los visitantes a través del pantano. (BR) |
|        | NP 58 | 13 de septiembre de 2004                                 | Parque nacional y reserva Grandes Dunas de Arena       | Colorado                             | 434,4 (603,1)     | 527 546           | Las dunas de arena más altas de América del Norte, de hasta 230 m de altura, se formaron a partir de depósitos del antiguo río Grande en el Valle de San Luis. Colindando con una variedad de praderas, matorrales y humedales, el parque también tiene lagos alpinos, seis montañas de 13000 pies y bosques primarios. |
|        | NP 59 | 10 de enero de 2013                                      | Parque nacional Pinnacles                              | California                           | 107,7             | 177 224           | Nombrado así por las sobras erosionadas de una parte del extinto volcán Neenach, los enormes monolitos negros y dorados de andesita y riolita del parque son un destino popular para los escaladores de rocas. Los excursionistas tienen acceso a senderos que cruzan las zonas vírgenes de la cadena costera del Pacífico. El parque es el hogar del cóndor de California en peligro de extinción y uno de los pocos lugares en el mundo donde estas aves extremadamente raras se pueden ver en la naturaleza. Pinnacles también alberga una densa población de halcones de la pradera y más de 13 especies de murciélagos que pueblan sus cuevas de astrágalo.                                                                 |
|        | NP 60 | 22 de febrero de 2018                                    | Parque nacional Gateway Arch                           | Misuri                               | 3,68              | 2 055 309         | El Gateway Arch es un arco de catenaria de 192 m (alto y ancho) construido para conmemorar la Expedición de Lewis y Clark, iniciada por Thomas Jefferson, y la posterior expansión hacia el oeste del país. El cercano Old Courthouse, al otro lado de una vía verde al oeste del arco, fue el primer lugar del caso Dred Scott sobre la esclavitud. Un museo, ubicado en el centro de visitantes subterráneo debajo del arco, describe la construcción del arco y la expansión hacia el oeste del país. |
|        | NP 61 | 15 de febrero de 2019                                    | Parque nacional Dunas de Indiana                       | Indiana                              | 62,1              | 2 134 285         | Las dunas, anteriormente designadas como lago nacional, se extienden casi 40 km a lo largo de la costa sur del lago Míchigan. La playa de arena linda con una pradera cubierta de hierba, un pantano y humedales que albergan más de 2.000 especies. |
|        | NP 62 | 20 de diciembre de 2019                                  | Parque nacional White Sands                            | Nuevo México                         | 592,2             | 608 785           | Ubicada en la cuenca del Tularosa, rodeada de montañas, White Sands consiste en la parte sur de un campo de 710 km² de dunas de arena blanca compuestas de cristales de yeso, el campo de dunas de yeso más grande del mundo. El parque está completamente dentro del White Sands Missile Range y está sujeto a cierre cuando se realicen las pruebas. |
|        | NP 63 | 27 de diciembre de 2020                                  | Parque nacional y preserva New River Gorge             | Virginia Occidental                  | 28,4 (294,64)     | 1 128 195         | La garganta del río New es la garganta de río más profunda al este del río Misisipi. El parque es principalmente el área de la garganta baja alrededor del puente New River Gorge, que cuenta con algunos de los mejores rafting en aguas bravas del país. También hay secciones no contiguas más pequeñas que muestran la histórica ciudad fantasma de Thurmond, la vista panorámica de Grandview y Sandstone Falls. Los otros 263,71 km² del río nacional redesignado son ahora una preserva nacional, que abarca 85 km del río New. |